# Lorignac
Lorignac település Franciaországban, Charente-Maritime megyében. Lakosainak száma 511 fő (2022. január 1.). Lorignac Bois, Champagnolles, Saint-Ciers-du-Taillon, Saint-Dizant-du-Gua és Saint-Fort-sur-Gironde községekkel határos.

## Népesség
A település népességének változása:
| Lakosok száma | 718  | 584  | 534  | 451  | 489  | 492  | 493  | 505  | 506  | 511  |
|               | 1968 | 1982 | 1990 | 2006 | 2013 | 2015 | 2017 | 2019 | 2020 | 2022 |